# ميليا ميكوفيتش
ميليا ميكوفيتش (بالصربية: Милија Миковић)‏ مواليد 25 مارس 1994 في بار، الجبل الأسود، صربيا والجبل الأسود، هو لاعب كرة سلة مونتينيغري. بدأ مسيرته الاحترافية في سنة 2012. يلعب مع نادي شينتجور لكرة السلة في الدوري السلوفيني لكرة السلة كلاعب وسط. لعب مع نادي مورنار بار لكرة السلة ونادي شينتجور لكرة السلة.

## روابط خارجية
- ميليا ميكوفيتش على موقع الاتحاد الدولي لكرة السلة (الإنجليزية)
- ميليا ميكوفيتش على موقع كرة السلة الأوروبية.كوم (الإنجليزية)
- ميليا ميكوفيتش على موقع ريلجم (الإنجليزية)
- ميليا ميكوفيتش على موقع بروبوليرز (الإنجليزية)